# Aleksandr Bourmistrov
Aleksandr Olegovitch Bourmistrov (en russe : Александр Олегович Бурмистров, Aleksandr Olegovič Burmistrov ; en anglais : Alexander Burmistrov), né le 21 octobre 1991 à Kazan, en Union soviétique, est un joueur professionnel russe de hockey sur glace. Il évolue au poste de centre.

## Biographie

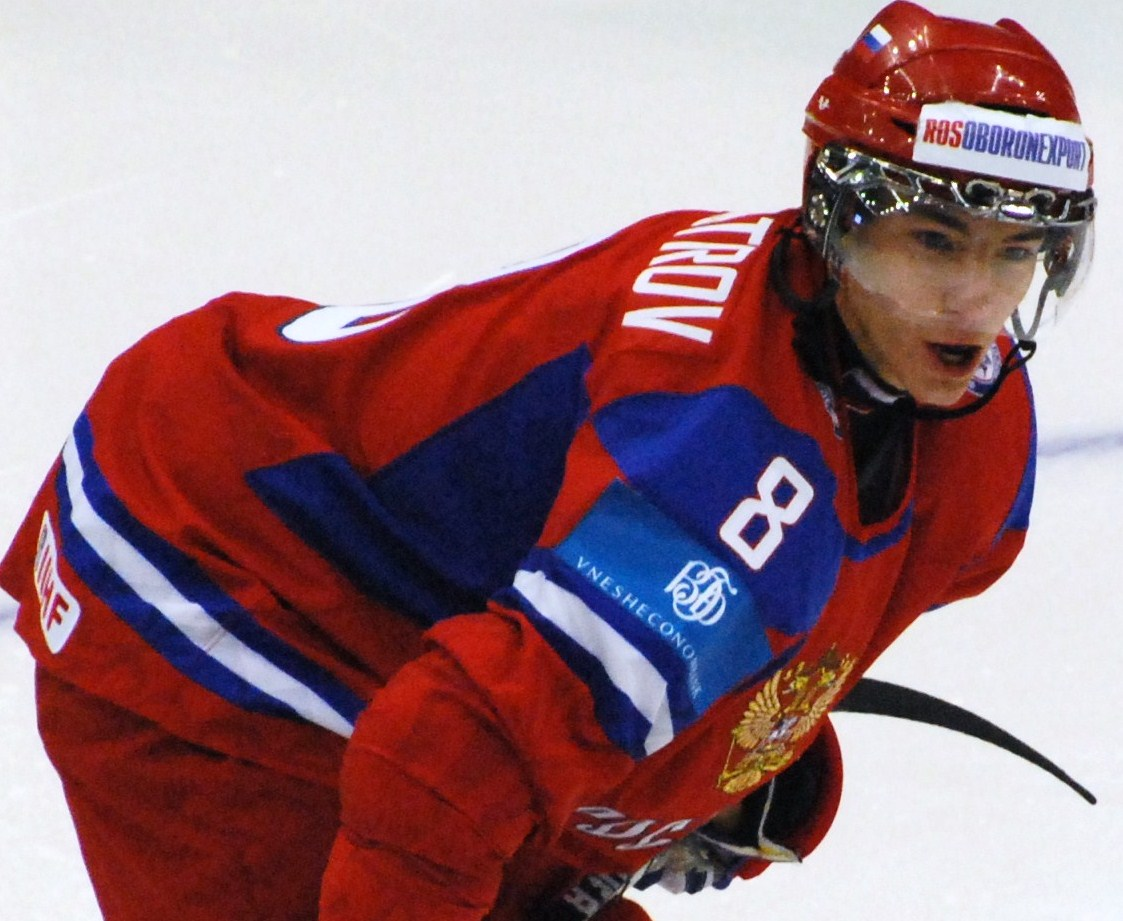
Bourmistrov avec l'équipe de Russie au championnat du monde junior 2010.

En 2007, il débute en senior avec l'équipe réserve des Ak Bars Kazan dans la Pervaïa liga, le troisième échelon national. Le 3 septembre 2008, il dispute son premier match dans la KHL avec les Ak Bars. Lors du championnat du monde des moins de 18 ans 2009, il représente la Russie. Il est aligné en deuxième ligne avec Maksim Kitsyne et Ievgueni Kouznetsov. L'équipe s'incline en finale 5-0 contre les américains, organisateurs de la compétition. Avec 13 points, il termine quatrième pointeur du tournoi.
Il est choisi par les Colts de Barrie au première tour, en 12e place au cours de la sélection européenne de 2009 de la Ligue canadienne de hockey. Il part alors en Amérique du Nord et s'aligne dans la Ligue de hockey de l'Ontario. Il prend part à la Super Serie Subway avec la sélection russe. Il est appelé en sélection junior russe pour le championnat du monde junior 2010 conclu par une sixième place. Les Colts s'inclinent en finale de la Coupe J.-Ross-Robertson contre les Spitfires de Windsor. Il est choisi au première tour, en huitième position, par les Thrashers d'Atlanta lors du repêchage d'entrée dans la LNH 2010.
Le 8 octobre 2010, il joue son premier match dans la Ligue nationale de hockey face aux Capitals de Washington. Il marque son premier but le 29 octobre 2010 face aux Sabres de Buffalo. Il termine sa saison recrue avec 20 points dont 6 buts en 74 parties. Les Thrashers prennent la douzième place de l'association de l'Est et ne se qualifient pas pour les séries éliminatoires de la Coupe Stanley.
Il honore sa première sélection en équipe de Russie senior le 21 avril 2011 face à la Suède, match des Czech Hockey Games. Lors de ce tournoi, Bourmistrov aligné sur la quatrième ligne avec Ievgueni Dadonov et Vladimir Jarkov. La Russie termine deuxième derrière les Tchèques. Les performances du centre de 19 ans parviennent à convaincre le sélectionneur Viatcheslav Bykov de l'emmener comme réserviste pour le championnat du monde 2011.
Après avoir joué deux autres saisons avec la franchise qui est devenue les Jets de Winnipeg, il devient agent libre restreint mais plutôt que de signer un nouveau contrat avec Winnipeg, il décide de retourner en Russie avec son club formateur, les Ak Bars Kazan, en signant un contrat de deux ans avec ces derniers.
Le 1er juillet 2015, il retourne dans la LNH en signant un contrat de deux ans avec les Jets. Lors de la saison 2016-2017, après une production de deux aides en 23 parties, il est placé au ballotage par les Jets et est réclamé par les Coyotes de l'Arizona le 2 janvier 2017.

## Trophées et honneurs personnels
- Ligue canadienne de hockey
  - 2010 : sélectionné pour le match des meilleurs espoirs.

## Statistiques

### En club
| Saison     | Équipe                  | Ligue        |     | Saison régulière | Saison régulière | Saison régulière | Saison régulière | Saison régulière |   | Séries éliminatoires | Séries éliminatoires | Séries éliminatoires | Séries éliminatoires | Séries éliminatoires |
| Saison     | Équipe                  | Ligue        | PJ  | B                | A                | Pts              | Pun              | PJ               | B | A                    | Pts                  | Pun                  |                      |                      |
| 2007-2008  | Ak Bars Kazan 2         | Pervaïa liga | -   | -                | -                | -                | -                | -                | - | -                    | -                    | -                    |                      |                      |
| 2008-2009  | Ak Bars Kazan 2         | Pervaïa Liga | 34  | 25               | 25               | 50               | 54               | -                | - | -                    | -                    | -                    |                      |                      |
| 2008-2009  | Ak Bars Kazan           | KHL          | 1   | 0                | 0                | 0                | 0                | -                | - | -                    | -                    | -                    |                      |                      |
| 2009-2010  | Colts de Barrie         | LHO          | 62  | 22               | 43               | 65               | 49               | 17               | 8 | 8                    | 16                   | 22                   |                      |                      |
| 2010-2011  | Thrashers d'Atlanta     | LNH          | 74  | 6                | 14               | 20               | 27               | -                | - | -                    | -                    | -                    |                      |                      |
| 2011-2012  | Jets de Winnipeg        | LNH          | 76  | 13               | 15               | 28               | 69               | -                | - | -                    | -                    | -                    |                      |                      |
| 2012-2013  | IceCaps de Saint-Jean   | LAH          | 22  | 2                | 9                | 11               | 24               | -                | - | -                    | -                    | -                    |                      |                      |
| 2012-2013  | Jets de Winnipeg        | LNH          | 44  | 4                | 6                | 10               | 14               | -                | - | -                    | -                    | -                    |                      |                      |
| 2013-2014  | Ak Bars Kazan           | KHL          | 54  | 10               | 27               | 37               | 32               | 6                | 0 | 2                    | 2                    | 9                    |                      |                      |
| 2014-2015  | Ak Bars Kazan           | KHL          | 53  | 10               | 16               | 26               | 40               | 17               | 1 | 3                    | 4                    | 8                    |                      |                      |
| 2015-2016  | Jets de Winnipeg        | LNH          | 81  | 7                | 14               | 21               | 32               | -                | - | -                    | -                    | -                    |                      |                      |
| 2016-2017  | Jets de Winnipeg        | LNH          | 23  | 0                | 2                | 2                | 6                | -                | - | -                    | -                    | -                    |                      |                      |
| 2016-2017  | Coyotes de l'Arizona    | LNH          | 26  | 5                | 9                | 14               | 6                | -                | - | -                    | -                    | -                    |                      |                      |
| 2017-2018  | Canucks de Vancouver    | LNH          | 24  | 2                | 4                | 6                | 12               | -                | - | -                    | -                    | -                    |                      |                      |
| 2017-2018  | Ak Bars Kazan           | KHL          | 10  | 2                | 4                | 6                | 12               | 17               | 1 | 2                    | 3                    | 6                    |                      |                      |
| 2018-2019  | Ak Bars Kazan           | KHL          | 27  | 3                | 2                | 5                | 12               | -                | - | -                    | -                    | -                    |                      |                      |
| 2018-2019  | Salavat Ioulaïev Oufa   | KHL          | 28  | 2                | 7                | 9                | 16               | 15               | 1 | 3                    | 4                    | 29                   |                      |                      |
| 2019-2020  | Salavat Ioulaïev Oufa   | KHL          | 58  | 6                | 12               | 18               | 28               | 6                | 1 | 1                    | 2                    | 2                    |                      |                      |
| 2020-2021  | Ak Bars Kazan           | KHL          | 44  | 6                | 11               | 17               | 37               | 12               | 0 | 2                    | 2                    | 8                    |                      |                      |
| 2021-2022  | Ak Bars Kazan           | KHL          | 28  | 3                | 7                | 10               | 16               | 4                | 0 | 0                    | 0                    | 0                    |                      |                      |
| 2022-2023  | Ak Bars Kazan           | KHL          | 26  | 1                | 2                | 3                | 8                | -                | - | -                    | -                    | -                    |                      |                      |
| 2022-2023  | Metallourg Magnitogorsk | KHL          | 16  | 1                | 1                | 2                | 6                | 9                | 0 | 0                    | 0                    | 8                    |                      |                      |
| 2023-2024  | HK Spartak Moscou       | KHL          | 50  | 2                | 16               | 18               | 12               | 3                | 0 | 1                    | 1                    | 0                    |                      |                      |
| 2024-2025  | HK Dinamo Moscou        | KHL          | 8   | 0                | 0                | 0                | 0                | -                | - | -                    | -                    | -                    |                      |                      |
| Totaux LNH | Totaux LNH              | Totaux LNH   | 348 | 37               | 64               | 101              | 139              | -                | - | -                    | -                    | -                    |                      |                      |

### En équipe nationale
| Année | Compétition                          |    | PJ | B | A  | Pts | Pun | +/-                |  | Résultat |
| 2009  | Championnat du monde moins de 18 ans | 7  | 4  | 7 | 11 | 6   | +7  | Médaille d'argent  |  |          |
| 2010  | Championnat du monde junior          | 6  | 3  | 1 | 4  | 6   | +2  | Sixième de l'élite |  |          |
| 2014  | Championnat du monde                 | 10 | 1  | 0 | 1  | 4   | +1  | Médaille d'or      |  |          |
| 2016  | Championnat du monde                 | 9  | 0  | 1 | 1  | 4   | +3  | Médaille de bronze |  |          |